# Тасе Милосов
Тасе Милосов или Милосков е български революционер, деец на Вътрешната македоно-одринска революционна организация.

## Биография
Тасе Милосов е роден през 1872 година в кратовското село Злетово, тогава в Османската империя. Влиза във ВМОРО и в продължение на години е куриер на пункта на ВМОРО в Кюстендил. Става четник, а от 1907 година и самостоятелен войвода в родното му Кратовско. Негов четник в 1907 година е Филип Павлев. Загива при нещастен случай на 25 март 1908 година.